# San José Poaquil
San José Poaquil é uma cidade da Guatemala do departamento de Chimaltenango.